# Leopold Windisch
Leopold Windisch (* 15. April 1913 in Senftenberg (Niederösterreich); † 28. Juli 1985 in Diez) war ein österreichisch-deutscher Kriegsverbrecher.

## Leben
Leopold Windisch wurde im April 1913 als unehelicher Sohn der Hausfrau Juliane Windisch in Senftenberg bei Krems an der Donau geboren. Er verbrachte seine Kindheit zusammen mit seiner Mutter bei den Großeltern. Die Mutter heiratete 1920, Leopold blieb bei den Großeltern zurück, die zwischenzeitlich nach Krems umgezogen waren.
Windisch besuchte dort die Volksschule und drei Jahre das Untergymnasium und von 1927 bis 1929 eine Berufsschule. Von 1929 bis 1931 war er bei der regionalen Landwirtschaftskammer angestellt und anschließend Buchhalter bei der Milchgenossenschaft. Er trat mit 14 Jahren der Hitlerjugend bei, mit 16 war er bei der SA und zum 1. Mai 1931 trat er der NSDAP bei (Mitgliedsnummer 542.225). Im Jahre 1932 wurde er infolge seiner illegalen Aktivitäten für die NSDAP arbeitslos. Im Juni 1934 floh er aus politischen Gründen ins Deutsche Reich und wurde im Jahr darauf deutscher Staatsbürger.
Im Februar 1935 schrieb er sich für einen Vorbereitungskurs an der Universität Königsberg (Preußen) ein. Ab dem Wintersemester 1936/37 studierte er für ein Semester Jura und Staatswissenschaften an der Universität Königsberg.
Mit 28 Jahren wurde der „weltanschaulich absolut gefestigte“ SA-Sturmbannführer Judenreferent und stellvertretender Gebietskommissar in der weißrussischen Kleinstadt Lida. In dieser Funktion blieb er bis zu seiner Inhaftierung durch US-Truppen Ende 1942.
Windisch war bei dem Massaker in Lida vom 8. bis 12. Mai 1942 unmittelbar beteiligt. Windisch selektierte anhand von Listen ca. 1500 Arbeitskräfte, die bis auf weiteres in das Lidaer Ghetto zurückkehren durften. Die verbleibenden ca. 5700 Menschen wurden bis auf 60 Meter an die Erschießungsgruben herangeführt und mussten dort sitzend in Reihen warten. Je zehn bis 15 Personen wurden dann an die Gruben herangeführt. Die Kinder wurden auf besonders bestialische Weise getötet. Anschließend mussten sich die Opfer ausziehen und wurden mit Maschinengewehren erschossen. Schließlich mussten Juden die Gruben mit Kalk und Erde zuschaufeln.
Aus der US-Kriegsgefangenschaft kam Windisch bereits 1946 frei und zog mit seiner Familie nach Mainz. Er arbeitete für Versicherungen, als Immobilienkaufmann und in Mombach bei Klöckner-Humboldt-Deutz im Rechnungswesen. Windisch blieb auch nach dem Ende des Zweiten Weltkrieges der rechtsextremen Szene verbunden und war Mitglied der Deutsche Reichspartei (1959), einem Sammelbecken für einstige NSDAP-Mitglieder.
Die Ermittlungen der Staatsanwaltschaft in Mainz gegen Leopold Windisch begannen 1962 und endeten mit der Verhaftung im November 1964 in seiner Wohnung in der Albinistraße. Am 2. Oktober 1967 begann gegen Leopold Windisch und Rudolf Werner der Prozess in Mainz wegen vieltausendfachen Mordes. Werner kam wegen Verhandlungsunfähigkeit frei und starb 1971.
Die Staatsanwaltschaft warf Windisch vor, an der Ermordung von 13.000 Juden, Sinti und Roma in Weißrussland in den Jahren 1941 und 1942 beteiligt gewesen zu sein. Über 100 Zeugen wurden angehört, die von ihren teils traumatischen Erlebnissen berichteten. Während der Verhandlung provozierte Windisch das Gericht mehrfach u. a. durch das Zeigen des Hitlergrußes mit erhobener Hand.
Der Prozess erzeugte auch durch einen „Abhörskandal“ das besondere öffentliche Interesse. Als bekannt wurde, dass der Landgerichtspräsident Max van de Sand im Gerichtssaal eine Abhöranlage einbauen ließ, mit der der Prozess verfolgt werden konnte, formulierten die Anwälte von Windisch Ablehnungsanträge gegen das Gericht. Das Verfahren wurde mehrere Monate unterbrochen und im Februar 1969 fortgesetzt.
Am 17. Juli 1969 endete der Mainzer Prozess mit der Verurteilung von Windisch zu lebenslangem Zuchthaus. Die restliche Zeit seines Lebens verbrachte Windisch in der Haftanstalt in Diez, wo er 1985 an den Folgen eines Schlaganfalls verstarb.
Leopold Windisch war seit 23. Dezember 1939 mit Ruth geborene Eisermann verheiratet. Aus der Ehe ist die Tochter Heidrun (* 1944) hervorgegangen. Ein zweites Kind wurde 1955 geboren und starb bereits 1959. Die Ehe wurde im Mai 1964 infolge des Bekanntwerdens der Kriegsverbrechen auf Antrag der Ehefrau geschieden.